# Monument aux morts de Salers
Le monument aux morts de Salers est un monument aux morts situé en France sur la commune de Salers, en région Auvergne-Rhône-Alpes.

## Historique
Le monument aux morts de Salers, livré le 15 septembre 1922, a été commandé par le colonel Pierre Albert Lapeyre, maire de la ville. Il honore la mémoire de son fils, Charles, tué en 1915 pendant la Première Guerre mondiale. Le mystère persiste concernant la présence de la Légion d'honneur sur le monument, bien qu'aucun soldat n'en soit décoré.

### Protection
Le monument aux morts situé promenade de l'Église est inscrit au titre des monuments historiques par arrêté du 13 mars 2019.

## Description
Le monument, de style gothique, présente un arc brisé avec un coq surmontant un entablement orné des armes de la ville et des inscriptions commémoratives. Les piédroits portent les noms des soldats morts, accompagnés de croix de la Légion d'honneur et de guerre. L'arc, inspiré de l'arc de triomphe antique, est situé à l'entrée d'un jardin du souvenir avec une vue sur les monts du Cantal.